# Gynoplistia (Gynoplistia) tuberculata
Gynoplistia (Gynoplistia) tuberculata is een tweevleugelige uit de familie steltmuggen (Limoniidae). De soort komt voor in het Australaziatisch gebied.